# Oyé
Oyé é uma comuna francesa na região administrativa de Borgonha-Franco-Condado, no departamento Saône-et-Loire. Estende-se por uma área de 17,86 km². Em 2010 a comuna tinha 309 habitantes (densidade: 17,3 hab./km²).